# Municipio de Salem (Suecia)
Salem (en sueco: Salems kommun) es un municipio de la provincia de Estocolmo, Suecia, en la provincia histórica de Södermanland. Su sede se encuentra en la ciudad de Salem. El nombre tiene sus orígenes en Släm en el siglo xiii, pero fue cambiado a Salem en el siglo xvii, inspirado en el nombre bíblico de Jerusalén.
El área del municipio corresponde a la parroquia de Salem que fue transformada en municipio rural en 1862 y en municipio de tipo unitario en 1971. En 1974 pasó a formar parte de Botkyrka, pero fue restablecido como municipio en 1983.

## Historia
En 1283, el nombre de la parroquia Slaem se menciona por primera vez en una carta del rey Magnus Ladulås. Posteriormente el nombre fue cambiado a Slem. El nombre actual de Salem se conoce desde 1556, pero se usó por primera vez en el siglo xvii.

## Demografía

### Desarrollo poblacional
| Gráfica de evolución demográfica de Salem entre 1970 y 2017 |
|                                                             |
| Fuente: SCB - Folkmängd efter region och år.                |